# 어청구

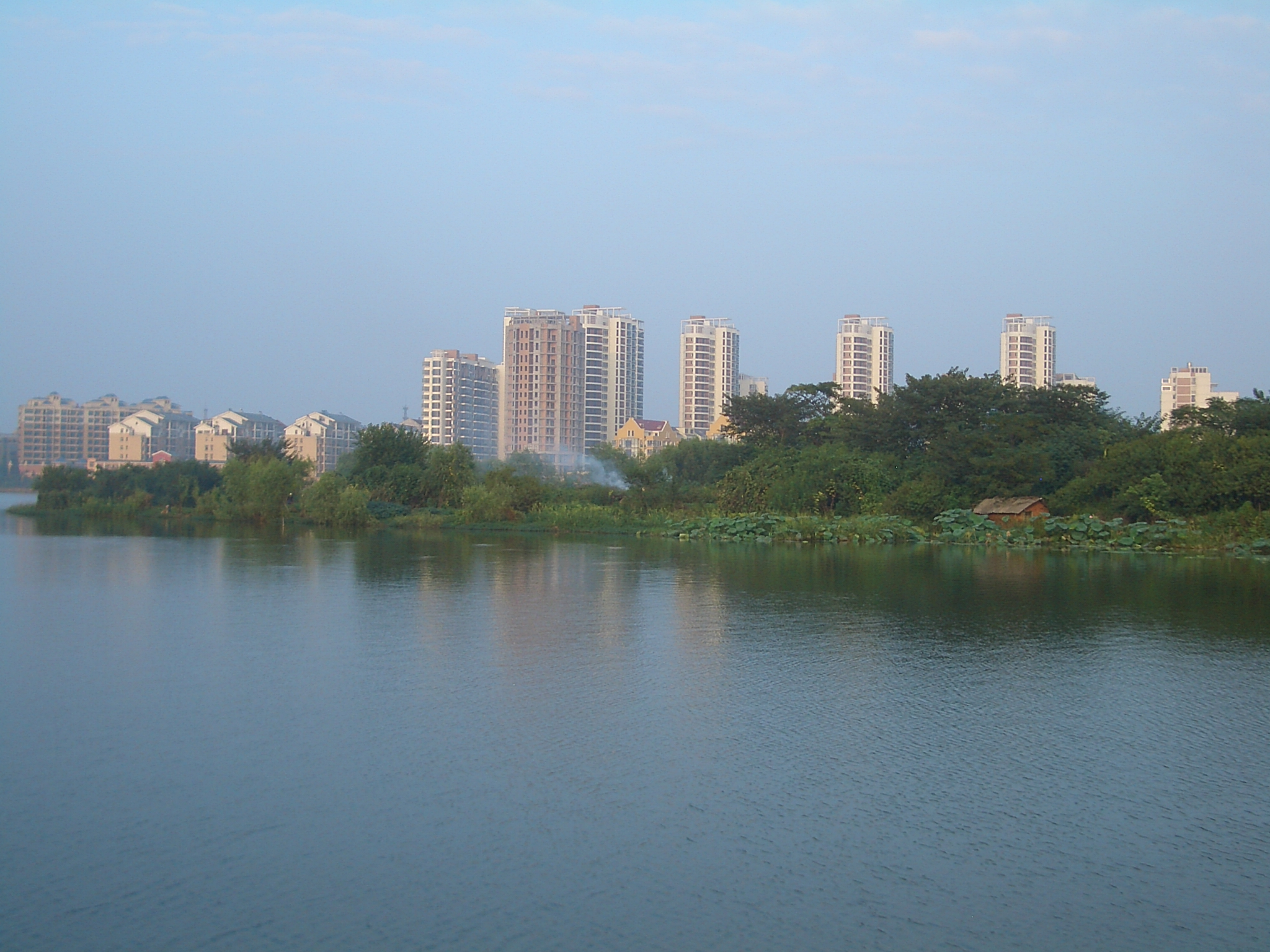

어청구(한국어: 악성구, 중국어: 鄂城区, 병음: Èchéng Qū)는 중화인민공화국 후베이성 어저우 시의 현급 행정 구역이다. 넓이는 520km2이고, 인구는 2007년 기준으로 630,000명이다.

## 행정 구역
4개 가도, 9개 진, 1개 향을 관할한다.
- 가도: 古楼街道, 凤凰街道, 樊口街道, 西山街道.
- 진: 杜山镇, 新庙镇, 花湖镇, 杨叶镇, 碧石渡镇, 汀祖镇, 燕矶镇, 泽林镇, 长港镇.
- 향: 沙窝乡.